# Liste der Nummer-eins-Hits in Irland (2016)
Dies ist eine Liste der Nummer-eins-Hits in Irland im Jahr 2016. Sie basiert auf den offiziellen Top 100 der irischen Single- und Albumcharts, die im Auftrag der Irish Recorded Music Association (IRMA) erstellt werden.

## Singles
| ← 2015 ← | Liste der Nummer-eins-Hits in Irland | Liste der Nummer-eins-Hits in Irland      | Liste der Nummer-eins-Hits in Irland | 2017 →                    |
| \| Zeitraum \| Wo. ges. \| Interpret \| Titel Autor(en) \| Zusätzliche Informationen \| \| (Zeitraum, Wochen auf Platz eins, Interpret, Titel, Autor[en], zusätzliche Informationen) \| \| \| \| \| \| ----------------------------------------------------------------------------------------- \| -------- \| ----------------------------------------- \| -------------------------------------------------------------------------------------------------------------------------------------------------------- \| ------------------------- \| \| 11. Dezember 2015 – 4. Februar 2016 8 Wochen \| 8 \| Justin Bieber \| Love Yourself Benjamin Levin, Justin Bieber, Ed Sheeran \| – \| \| 5. Februar 2016 – 18. Februar 2016 2 Wochen \| 2 \| Zayn \| Pillowtalk Zayn Malik, Anthony Hannides, Michael Hannides \| – \| \| 19. Februar 2016 – 24. März 2016 5 Wochen \| 5 \| Lukas Graham \| 7 Years Lukas Forchhammer, Morten Ristorp, Stefan Forrest, Morten Pilegaard \| – \| \| 25. März 2016 – 31. März 2016 1 Woche \| 1 \| Mike Posner \| I Took a Pill in Ibiza Mike Posner, Martin Terefe \| – \| \| 1. April 2016 – 5. Mai 2016 5 Wochen \| 5 \| Sia feat. Sean Paul \| Cheap Thrills Greg Kurstin, Sia Furler \| – \| \| 6. Mai 2016 – 12. Mai 2016 1 Woche (insgesamt 11) \| 11 \| Drake feat. WizKid & Kyla \| One Dance Aubrey Graham, Paul Jefferies, Noah Shebib, Ayodeji Balogun, Errol Reid, Kyla Reid \| – \| \| 13. Mai 2016 – 19. Mai 2016 1 Woche \| 1 \| Calvin Harris feat. Rihanna \| This Is What You Came For Calvin Harris, Taylor Swift \| – \| \| 20. Mai 2016 – 28. Juli 2016 10 Wochen (insgesamt 11) \| 11 \| Drake feat. Wizkid & Kyla \| One Dance Aubrey Graham, Paul Jefferies, Noah Shebib, Ayodeji Balogun, Errol Reid, Kyla Reid \| – \| \| 29. Juli 2016 – 1. September 2016 5 Wochen \| 5 \| Major Lazer feat. Justin Bieber and Mø \| Cold Water Ed Sheeran, Benjamin Levin, Karen Marie Ørsted, Thomas Pentz, Justin Bieber, Jamie Scott, Philip Meckseper, Henry Allen \| – \| \| 2. September 2016 – 13. Oktober 2016 6 Wochen \| 6 \| The Chainsmokers feat. Halsey \| Closer Andrew Taggart, Shaun Frank, Frederic Kennett, Ashley Frangipane, Alex Pall \| – \| \| 14. Oktober 2016 – 27. Oktober 2016 2 Wochen (insgesamt 4) \| 4 \| James Arthur \| Say You Won’t Let Go James Arthur, Steven Solomon, Neil Ormandy \| – \| \| 28. Oktober 2016 – 3. November 2016 1 Woche \| 1 \| Little Mix \| Shout Out to My Ex Edvard Førre Erfjord, Henrik Michelsen, Camille Purcell, Iain James, Perrie Edwards, Jesy Nelson, Leigh-Anne Pinnock & Jade Thirlwall \| – \| \| 4. November 2016 – 17. November 2016 2 Wochen (insgesamt 4) \| 4 \| James Arthur \| Say You Won’t Let Go James Arthur, Steven Solomon, Neil Ormandy \| – \| \| 18. November 2016 – 12. Januar 2017 8 Wochen \| 8 \| Clean Bandit feat. Sean Paul & Anne-Marie \| Rockabye Jack Patterson, Steve Mac, Ammar Malik, Ina Wroldsen, Sean Paul Henriques \| – \| |                                      |                                           | |                           |
| ← 2015 |                                      |                                           | | → 2017 →                  |
| Zeitraum | Wo. ges.                             | Interpret                                 | Titel Autor(en) | Zusätzliche Informationen |
| (Zeitraum, Wochen auf Platz eins, Interpret, Titel, Autor[en], zusätzliche Informationen) |                                      |                                           | |                           |
| 11. Dezember 2015 – 4. Februar 2016 8 Wochen | 8                                    | Justin Bieber                             | Love Yourself Benjamin Levin, Justin Bieber, Ed Sheeran                                                                                                  | –                         |
| 5. Februar 2016 – 18. Februar 2016 2 Wochen | 2                                    | Zayn                                      | Pillowtalk Zayn Malik, Anthony Hannides, Michael Hannides                                                                                                | –                         |
| 19. Februar 2016 – 24. März 2016 5 Wochen | 5                                    | Lukas Graham                              | 7 Years Lukas Forchhammer, Morten Ristorp, Stefan Forrest, Morten Pilegaard                                                                              | –                         |
| 25. März 2016 – 31. März 2016 1 Woche | 1                                    | Mike Posner                               | I Took a Pill in Ibiza Mike Posner, Martin Terefe | –                         |
| 1. April 2016 – 5. Mai 2016 5 Wochen | 5                                    | Sia feat. Sean Paul                       | Cheap Thrills Greg Kurstin, Sia Furler | –                         |
| 6. Mai 2016 – 12. Mai 2016 1 Woche (insgesamt 11) | 11                                   | Drake feat. WizKid & Kyla                 | One Dance Aubrey Graham, Paul Jefferies, Noah Shebib, Ayodeji Balogun, Errol Reid, Kyla Reid                                                             | –                         |
| 13. Mai 2016 – 19. Mai 2016 1 Woche | 1                                    | Calvin Harris feat. Rihanna               | This Is What You Came For Calvin Harris, Taylor Swift | –                         |
| 20. Mai 2016 – 28. Juli 2016 10 Wochen (insgesamt 11) | 11                                   | Drake feat. Wizkid & Kyla                 | One Dance Aubrey Graham, Paul Jefferies, Noah Shebib, Ayodeji Balogun, Errol Reid, Kyla Reid                                                             | –                         |
| 29. Juli 2016 – 1. September 2016 5 Wochen | 5                                    | Major Lazer feat. Justin Bieber and Mø    | Cold Water Ed Sheeran, Benjamin Levin, Karen Marie Ørsted, Thomas Pentz, Justin Bieber, Jamie Scott, Philip Meckseper, Henry Allen                       | –                         |
| 2. September 2016 – 13. Oktober 2016 6 Wochen | 6                                    | The Chainsmokers feat. Halsey             | Closer Andrew Taggart, Shaun Frank, Frederic Kennett, Ashley Frangipane, Alex Pall                                                                       | –                         |
| 14. Oktober 2016 – 27. Oktober 2016 2 Wochen (insgesamt 4) | 4                                    | James Arthur                              | Say You Won’t Let Go James Arthur, Steven Solomon, Neil Ormandy                                                                                          | –                         |
| 28. Oktober 2016 – 3. November 2016 1 Woche | 1                                    | Little Mix                                | Shout Out to My Ex Edvard Førre Erfjord, Henrik Michelsen, Camille Purcell, Iain James, Perrie Edwards, Jesy Nelson, Leigh-Anne Pinnock & Jade Thirlwall | –                         |
| 4. November 2016 – 17. November 2016 2 Wochen (insgesamt 4) | 4                                    | James Arthur                              | Say You Won’t Let Go James Arthur, Steven Solomon, Neil Ormandy                                                                                          | –                         |
| 18. November 2016 – 12. Januar 2017 8 Wochen | 8                                    | Clean Bandit feat. Sean Paul & Anne-Marie | Rockabye Jack Patterson, Steve Mac, Ammar Malik, Ina Wroldsen, Sean Paul Henriques                                                                       | –                         |

## Alben
| ← 2015 ← | Liste der Nummer-eins-Hits in Irland | Liste der Nummer-eins-Hits in Irland | Liste der Nummer-eins-Hits in Irland | 2017 →                    |
| \| Zeitraum \| Wo. ges. \| Interpret \| Titel \| Zusätzliche Informationen \| \| (Zeitraum, Wochen auf Platz eins, Interpret, Titel, zusätzliche Informationen) \| \| \| \| \| \| ------------------------------------------------------------------------------ \| -------- \| --------------------------- \| ---------------------------- \| ------------------------- \| \| 27. November 2015 – 7. Januar 2016 6 Wochen (insgesamt 15) \| 15 \| Adele \| 25 \| – \| \| 8. Januar 2016 – 14. Januar 2016 1 Woche \| 1 \| Justin Bieber \| Purpose \| – \| \| 15. Januar 2016 – 28. Januar 2016 2 Wochen \| 2 \| David Bowie \| Blackstar \| – \| \| 29. Januar 2016 – 4. Februar 2016 1 Woche (insgesamt 15) \| 15 \| Adele \| 25 \| – \| \| 5. Februar 2016 – 25. Februar 2016 3 Wochen \| 3 \| Walking on Cars \| Everything This Way \| – \| \| 26. Februar 2016 – 3. März 2016 1 Woche (insgesamt 15) \| 15 \| Adele \| 25 \| – \| \| 4. März 2016 – 10. März 2016 1 Woche \| 1 \| The Gloaming \| 2 \| – \| \| 11. März 2016 – 21. April 2016 6 Wochen (insgesamt 15) \| 15 \| Adele \| 25 \| – \| \| 22. April 2016 – 28. April 2016 1 Woche \| 1 \| Mike Denver \| Cut Loose \| – \| \| 29. April 2016 – 5. Mai 2016 1 Woche (insgesamt 5) \| 5 \| Beyoncé \| Lemonade \| – \| \| 6. Mai 2016 – 12. Mai 2016 1 Woche \| 1 \| Nathan Carter \| Stayin’ Up All Night \| – \| \| 13. Mai 2016 – 19. Mai 2016 1 Woche \| 1 \| Radiohead \| A Moon Shaped Pool \| – \| \| 20. Mai 2016 – 26. Mai 2016 1 Woche (insgesamt 5) \| 5 \| Beyoncé \| Lemonade \| – \| \| 27. Mai 2016 – 2. Juni 2016 1 Woche \| 1 \| Ariana Grande \| Dangerous Woman \| – \| \| 3. Juni 2016 – 9. Juni 2016 1 Woche \| 1 \| Bruce Springsteen \| Greatest Hits \| – \| \| 10. Juni 2016 – 23. Juni 2016 2 Wochen (insgesamt 5) \| 5 \| Beyoncé \| Lemonade \| – \| \| 24. Juni 2016 – 30. Juni 2016 1 Woche \| 1 \| Red Hot Chili Peppers \| The Getaway \| – \| \| 1. Juli 2016 – 7. Juli 2016 1 Woche (insgesamt 15) \| 15 \| Adele \| 25 \| – \| \| 8. Juli 2016 – 14. Juli 2016 1 Woche (insgesamt 5) \| 5 \| Beyoncé \| Lemonade \| – \| \| 15. Juli 2016 – 21. Juli 2016 1 Woche \| 1 \| Biffy Clyro \| Ellipsis \| – \| \| 22. Juli 2016 – 18. August 2016 4 Wochen \| 4 \| Christine and the Queens \| Chaleur humaine \| – \| \| 19. August 2016 – 25. August 2016 1 Woche \| 1 \| Picture This \| Picture This EP \| – \| \| 26. August 2016 – 1. September 2016 1 Woche \| 1 \| Lisa Hannigan \| At Swim \| – \| \| 2. September 2016 – 8. September 2016 1 Woche \| 1 \| Britney Spears \| Glory \| – \| \| 9. September 2016 – 15. September 2016 1 Woche \| 1 \| James Vincent McMorrow \| We Move \| – \| \| 16. September 2016 – 29. September 2016 2 Wochen \| 2 \| Nick Cave and the Bad Seeds \| Skeleton Tree \| – \| \| 30. September 2016 – 6. Oktober 2016 1 Woche \| 1 \| Shawn Mendes \| Illuminate \| – \| \| 7. Oktober 2016 – 13. Oktober 2016 1 Woche \| 1 \| Ed Sheeran \| × \| – \| \| 14. Oktober 2016 – 20. Oktober 2016 1 Woche \| 1 \| Green Day \| Revolution Radio \| – \| \| 21. Oktober 2016 – 27. Oktober 2016 1 Woche \| 1 \| Kings of Leon \| WALLS \| – \| \| 28. Oktober 2016 – 10. November 2016 2 Wochen (insgesamt 5) \| 5 \| Leonard Cohen \| You Want It Darker \| – \| \| 11. November 2016 – 17. November 2016 1 Woche \| 1 \| Robbie Williams \| The Heavy Entertainment Show \| – \| \| 18. November 2016 – 24. November 2016 1 Woche (insgesamt 5) \| 5 \| Leonard Cohen \| You Want It Darker \| – \| \| 25. November 2016 – 1. Dezember 2016 1 Woche \| 1 \| Metallica \| Hardwired…to Self-Destruct \| – \| \| 2. Dezember 2016 – 15. Dezember 2016 2 Wochen (insgesamt 4) \| 4 \| Little Mix \| Glory Days \| – \| \| 16. Dezember 2016 – 29. Dezember 2016 2 Wochen (insgesamt 5) \| 5 \| Leonard Cohen \| You Want It Darker \| – \| \| 30. Dezember 2016 – 12. Januar 2017 2 Wochen (insgesamt 4) \| 4 \| Little Mix \| Glory Days \| – \| |                                      |                                      |                                      |                           |
| ← 2015 |                                      |                                      |                                      | → 2017 →                  |
| Zeitraum | Wo. ges.                             | Interpret                            | Titel                                | Zusätzliche Informationen |
| (Zeitraum, Wochen auf Platz eins, Interpret, Titel, zusätzliche Informationen) |                                      |                                      |                                      |                           |
| 27. November 2015 – 7. Januar 2016 6 Wochen (insgesamt 15) | 15                                   | Adele                                | 25                                   | –                         |
| 8. Januar 2016 – 14. Januar 2016 1 Woche | 1                                    | Justin Bieber                        | Purpose                              | –                         |
| 15. Januar 2016 – 28. Januar 2016 2 Wochen | 2                                    | David Bowie                          | Blackstar                            | –                         |
| 29. Januar 2016 – 4. Februar 2016 1 Woche (insgesamt 15) | 15                                   | Adele                                | 25                                   | –                         |
| 5. Februar 2016 – 25. Februar 2016 3 Wochen | 3                                    | Walking on Cars                      | Everything This Way                  | –                         |
| 26. Februar 2016 – 3. März 2016 1 Woche (insgesamt 15) | 15                                   | Adele                                | 25                                   | –                         |
| 4. März 2016 – 10. März 2016 1 Woche | 1                                    | The Gloaming                         | 2                                    | –                         |
| 11. März 2016 – 21. April 2016 6 Wochen (insgesamt 15) | 15                                   | Adele                                | 25                                   | –                         |
| 22. April 2016 – 28. April 2016 1 Woche | 1                                    | Mike Denver                          | Cut Loose                            | –                         |
| 29. April 2016 – 5. Mai 2016 1 Woche (insgesamt 5) | 5                                    | Beyoncé                              | Lemonade                             | –                         |
| 6. Mai 2016 – 12. Mai 2016 1 Woche | 1                                    | Nathan Carter                        | Stayin’ Up All Night                 | –                         |
| 13. Mai 2016 – 19. Mai 2016 1 Woche | 1                                    | Radiohead                            | A Moon Shaped Pool                   | –                         |
| 20. Mai 2016 – 26. Mai 2016 1 Woche (insgesamt 5) | 5                                    | Beyoncé                              | Lemonade                             | –                         |
| 27. Mai 2016 – 2. Juni 2016 1 Woche | 1                                    | Ariana Grande                        | Dangerous Woman                      | –                         |
| 3. Juni 2016 – 9. Juni 2016 1 Woche | 1                                    | Bruce Springsteen                    | Greatest Hits                        | –                         |
| 10. Juni 2016 – 23. Juni 2016 2 Wochen (insgesamt 5) | 5                                    | Beyoncé                              | Lemonade                             | –                         |
| 24. Juni 2016 – 30. Juni 2016 1 Woche | 1                                    | Red Hot Chili Peppers                | The Getaway                          | –                         |
| 1. Juli 2016 – 7. Juli 2016 1 Woche (insgesamt 15) | 15                                   | Adele                                | 25                                   | –                         |
| 8. Juli 2016 – 14. Juli 2016 1 Woche (insgesamt 5) | 5                                    | Beyoncé                              | Lemonade                             | –                         |
| 15. Juli 2016 – 21. Juli 2016 1 Woche | 1                                    | Biffy Clyro                          | Ellipsis                             | –                         |
| 22. Juli 2016 – 18. August 2016 4 Wochen | 4                                    | Christine and the Queens             | Chaleur humaine                      | –                         |
| 19. August 2016 – 25. August 2016 1 Woche | 1                                    | Picture This                         | Picture This EP                      | –                         |
| 26. August 2016 – 1. September 2016 1 Woche | 1                                    | Lisa Hannigan                        | At Swim                              | –                         |
| 2. September 2016 – 8. September 2016 1 Woche | 1                                    | Britney Spears                       | Glory                                | –                         |
| 9. September 2016 – 15. September 2016 1 Woche | 1                                    | James Vincent McMorrow               | We Move                              | –                         |
| 16. September 2016 – 29. September 2016 2 Wochen | 2                                    | Nick Cave and the Bad Seeds          | Skeleton Tree                        | –                         |
| 30. September 2016 – 6. Oktober 2016 1 Woche | 1                                    | Shawn Mendes                         | Illuminate                           | –                         |
| 7. Oktober 2016 – 13. Oktober 2016 1 Woche | 1                                    | Ed Sheeran                           | ×                                    | –                         |
| 14. Oktober 2016 – 20. Oktober 2016 1 Woche | 1                                    | Green Day                            | Revolution Radio                     | –                         |
| 21. Oktober 2016 – 27. Oktober 2016 1 Woche | 1                                    | Kings of Leon                        | WALLS                                | –                         |
| 28. Oktober 2016 – 10. November 2016 2 Wochen (insgesamt 5) | 5                                    | Leonard Cohen                        | You Want It Darker                   | –                         |
| 11. November 2016 – 17. November 2016 1 Woche | 1                                    | Robbie Williams                      | The Heavy Entertainment Show         | –                         |
| 18. November 2016 – 24. November 2016 1 Woche (insgesamt 5) | 5                                    | Leonard Cohen                        | You Want It Darker                   | –                         |
| 25. November 2016 – 1. Dezember 2016 1 Woche | 1                                    | Metallica                            | Hardwired…to Self-Destruct           | –                         |
| 2. Dezember 2016 – 15. Dezember 2016 2 Wochen (insgesamt 4) | 4                                    | Little Mix                           | Glory Days                           | –                         |
| 16. Dezember 2016 – 29. Dezember 2016 2 Wochen (insgesamt 5) | 5                                    | Leonard Cohen                        | You Want It Darker                   | –                         |
| 30. Dezember 2016 – 12. Januar 2017 2 Wochen (insgesamt 4) | 4                                    | Little Mix                           | Glory Days                           | –                         |